# Фельдман, Геннадий Михайлович
Геннадий Михайлович Фельдман (род. 15 октября 1947, Харьков) — советский и украинский математик, доктор физико-математических наук (1985), профессор (2015), член-корреспондент НАН Украины (2018).

## Биография
Г. М. Фельдман родился 15 октября 1947 года в  Харькове. В 1970 году окончил механико-математический факультет Харьковского национального университета им. В. Н. Каразина. В 1970—1973 годах учился в аспирантуре Физико-технического института низких температур им. Б. И. Веркина НАН Украины, где в 1973 году защитил кандидатскую диссертацию на тему «Гармонический анализ неунитарных представлений локально компактных абелевых групп» (научный руководитель Ю. И. Любич). С 1973 года работает в Физико-техническом институте низких температур. С 2001 года - заведующий отделом теории функций, с 2012 года заместитель директора института — руководитель Математического отделения. В 1985 году в Вильнюсском университете защитил докторскую диссертацию на тему «Арифметика вероятностных мер на локально компактных абелевых группах». В 2018 году был избран членом-корреспондентом НАН Украины. Более 20 лет Г. М. Фельдман работал по совместительству на механико-математическом факультете Харьковского национального университета им. В. Н. Каразина. Он является автором 5 монографий и более 100 научных статей.

## Научные достижения
Научные интересы Г. М. Фельдмана — абстрактный гармонический анализ и алгебраическая теория вероятностей. Он построил теорию разложений случайных величин и доказал аналоги классических характеризационных теорем математической статистики в ситуации, когда случайные величины принимают значения в различных классах локально компактных абелевых групп (дискретные, компактные и другие).

## Премии
Премия НАН Украины им. М. В. Остроградского  (2009) за серию работ «Вероятностные задачи на группах и в спектральной теории» (вместе с Л. А. Пастуром и М. В. Щербиной).
Государственная премия Украины в области науки и техники (2018) за работу «Качественные методы исследований моделей математической физики» (вместе с А. Н. Кочубеем , М. В. Щербиной, А Л. Ребенко, И. В. Микитюком, В. Г. Самойленко, А. К. Прикарпатским).
Премия НАН Украины им. Ю.А. Митропольского (2021)  за серию работ «Новые аналитические методы в теории нелинейных колебаний, теории случайных матриц и в характеризационных задачах» (вместе с В. Ю. Слюсарчуком и М. В. Щербиной).

## Монографии
Г. М. Фельдман. Арифметика вероятностных распределений и характеризационные задачи на абелевых группах, Киев: Наукова думка, 1990,168 с.
G.M. Fel'dman. Arithmetic of probability distributions, and characterization problems on Abelian groups, Transl. Math. Monographs. Vol. 116, Providence, RI: American Mathematical Society, 1993, 223 pp. 
Gennadiy Feldman. Functional equations and characterization problems on locally compact Abelian groups, EMS Tracts in Mathematics 5, Zurich: European Mathematical Society, 2008, 268 pp. 
Г.М. Фельдман. Характеризационные задачи математической статистики на локально компактных абелевых группах, Киев: Наукова думка, 2010, 432 с.
Gennadiy Feldman. Characterization of Probability Distributions on Locally Compact Abelian Groups. Mathematical Surveys and Monographs. Vol. 273, Providence, RI: American Mathematical Society, 2023, 240 pp. 